# Syngnathus typhle
Espèce
Statut de conservation UICN

 LC  : Préoccupation mineure
Syngnathus typhle, souvent appelé siphonostome, syphonostome ou anguille vésarde, est une espèce de  poissons osseux de la famille des Syngnathidae.

## Description
Ce poisson possède un corps long et fin divisé en anneaux formé de plaquettes et pouvant mesurer jusqu’à 35 centimètres de longueur. Sa nageoire dorsale se trouve au milieu du corps, la nageoire caudale, en forme d'éventail, est très petite, tout comme les nageoires pectorales et la nageoire anale. Le corps est jaune brunâtre (bien que la couleur puisse varier selon les lieux, imitant les herbes marines locales), comprimé latéralement. La bouche est longue et rectangulaire et est à la même hauteur que le corps : elle n'est donc pas plus petite et en forme de pipette comme chez certaines autres espèces du genre Syngnathus (comme chez Syngnathus acus). Elle est entre autres très comprimée latéralement et très protractile, ce qui lui permet de happer des proies plus grosses qu'elle.

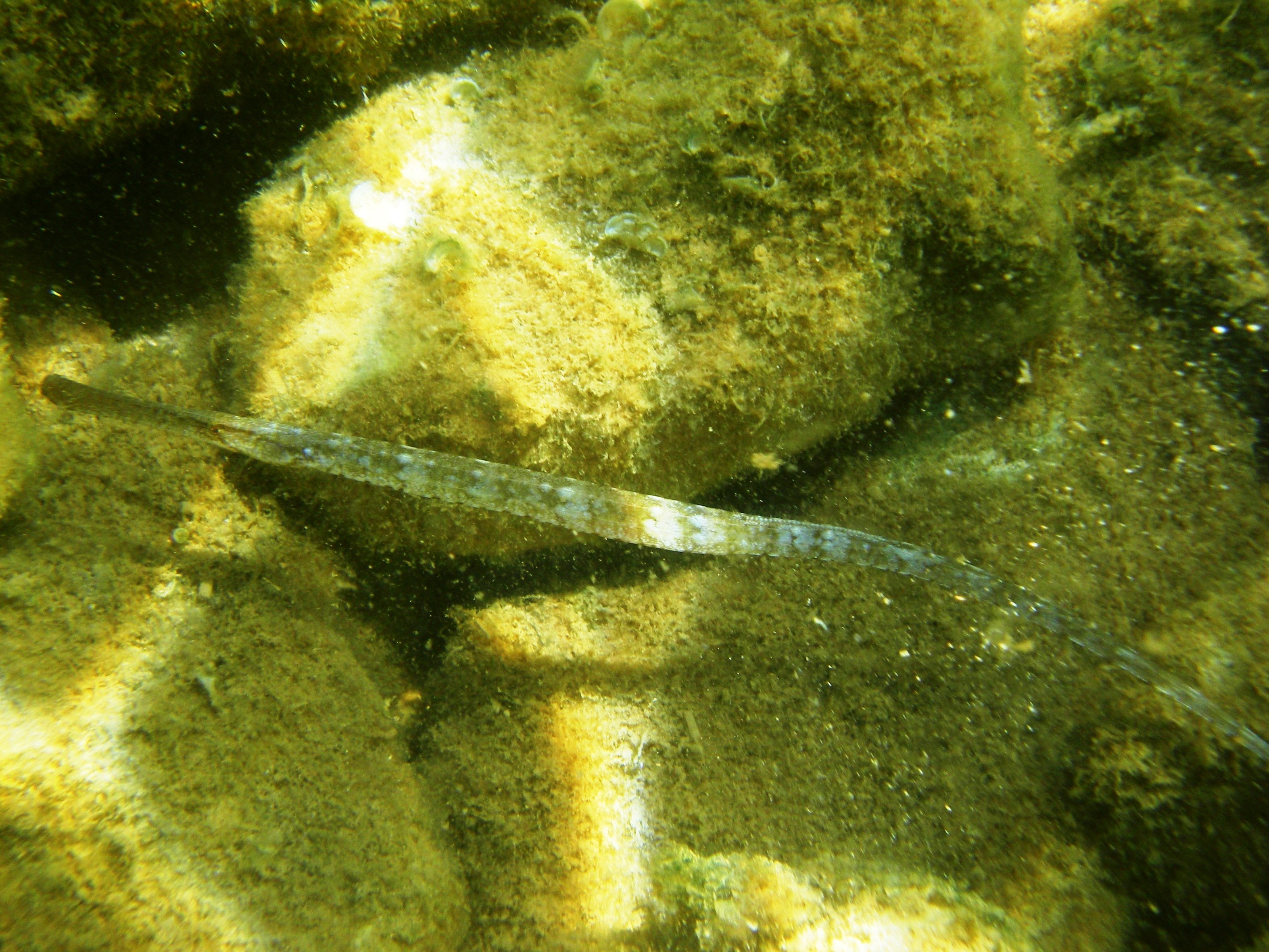
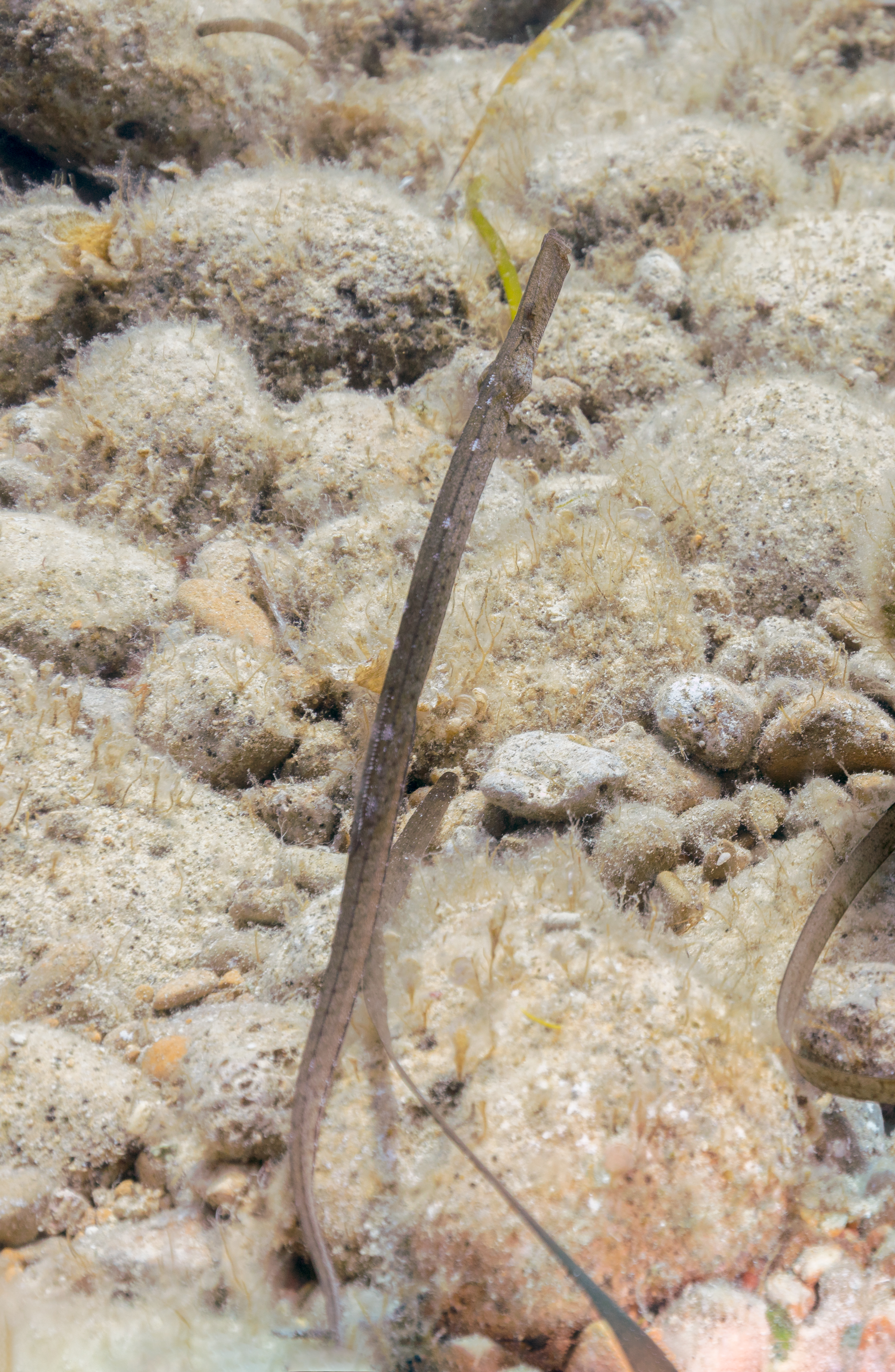
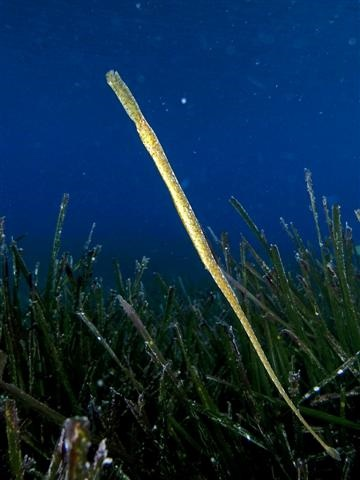
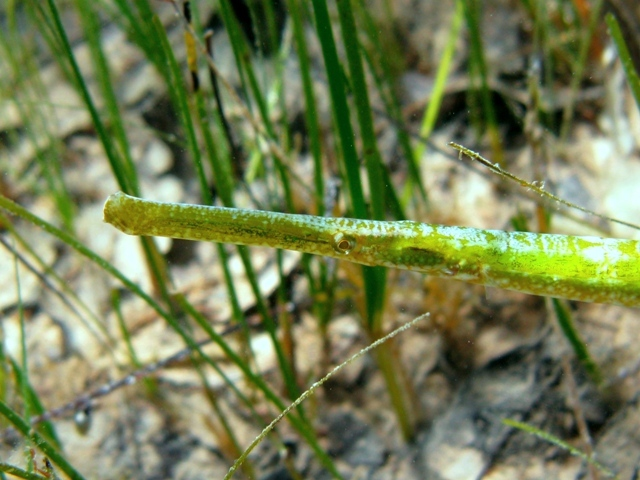
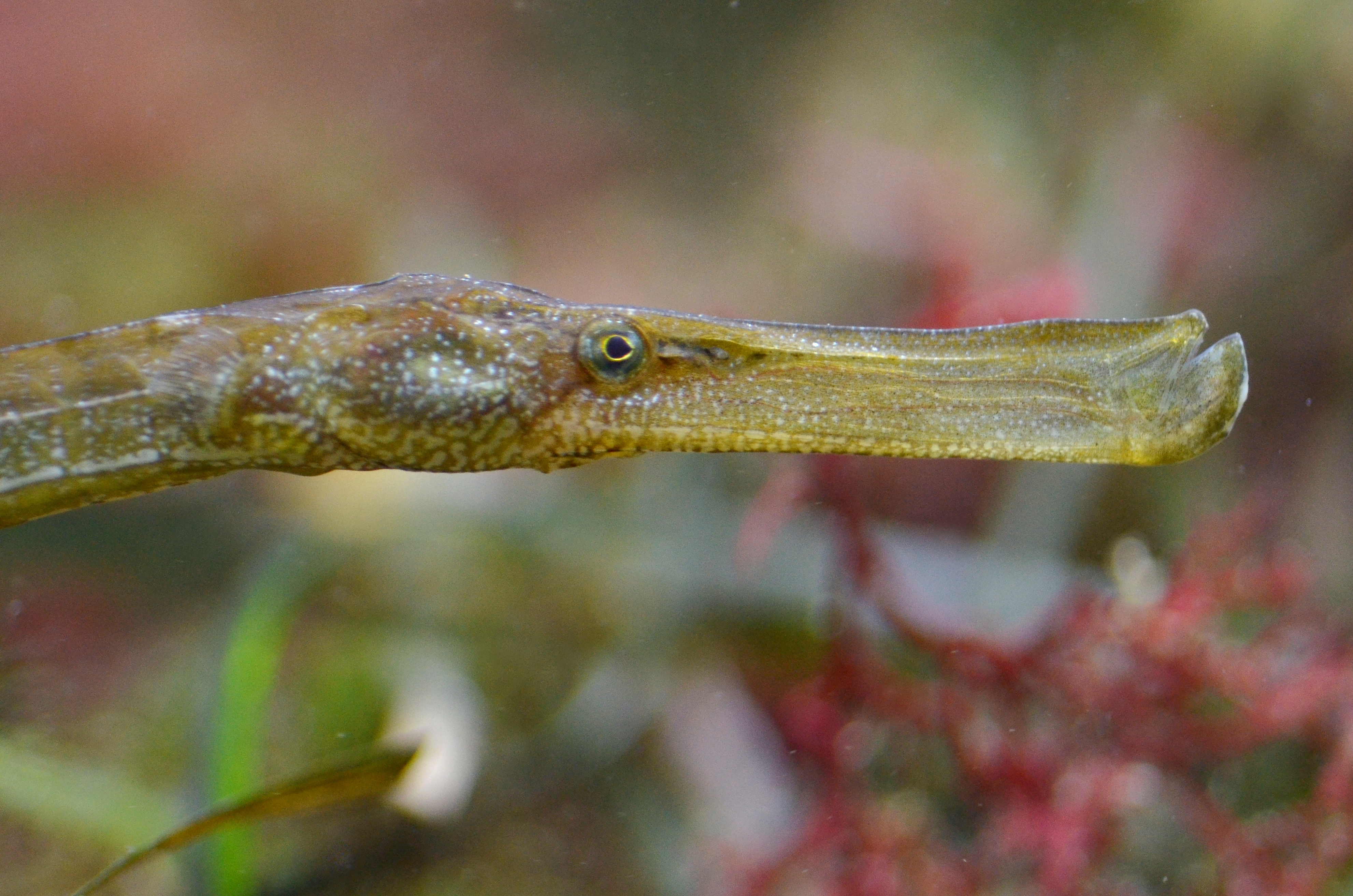

## Mimétisme
Ce poisson a la particularité de ressembler très fortement à une feuille morte ou en cours de dégradation de posidonie, de zostère ou de cymodocée. Grâce à cet excellent camouflage, il peut aisément passer inaperçu auprès de ses proies et les happer plus facilement.
Cette technique est aussi utilisée chez les jeunes barracudas méditerranéens (Sphyraena viridensis), qui se mettent à la verticale au milieu des herbiers de posidonies pour capturer par surprise des petits poissons et échapper à des prédateurs plus gros.

## Comportement
Ce poisson est un prédateur : il est carnivore et zoophage, et se nourrit principalement d'organismes microscopiques, d'animaux planctoniques, d'alevins et de petits poissons qu'il happe très rapidement grâce à sa mâchoire protractile lorsqu'ils passent à portée de bouche.
Il se tient souvent à la verticale entre les feuilles de posidonies ou de zostères ou à l’horizontale non loin des herbiers sur les fonds sablo-vaseux ou détritiques.
Comme chez toutes les espèces de cette famille, après une parade nuptiale, la femelle et le mâle se reproduisent, puis le mâle incube les œufs dans une poche spéciale après les avoir fécondés. Les alevins sortent complètement formés de la poche ventrale après plusieurs semaines.

## Distribution
Syngnathus typhle est une espèce vagile qui vit de 0 à 20 mètres de profondeur entre les herbiers de posidonies, de zostères ou de cymodocées, ainsi que sur les fonds sablo-vaseux et les fonds détritiques, en Atlantique-Est, de la Norvège à la Guinée en passant par tout le littoral des îles Britanniques et en Méditerranée, dont la mer Noire.

## Sous-espèces
Il existe quatre sous-espèces connues de Syngnathus typhle :
- Syngnathus typhle typhle en Atlantique
- Syngnathus typhle rondeleti en Méditerranée
- Syngnathus typhle rotundatus en Adriatique
- Syngnathus typhle argentatus en mer Noire.

Toutes ces sous-espèces possèdent de légères différences physiques entre elles. Aucune ne semble en danger.

## Synonymes
Liste des synonymes selon FishBase : 
- Siphonostoma typhle (Linnaeus, 1758)
- Siphostoma typhle (Linnaeus, 1758)
- Syngnathus argentatus (Pallas, 1814)
- Syngnathus pelagicus (Risso, 1810)
- Syngnathus ponticus (Pallas, 1814)
- Syngnathus pyrois (Risso, 1827)
- Syngnathus rondeletii (Delaroche, 1809)
- Syngnathus rotundatus (Michahelles, 1829)
- Syngnathus thyphle (Linnaeus, 1758)
- Syngnathus viridis (Risso, 1810)
- Syphonostoma typhle (Linnaeus, 1758)
- Tiphle hexagonus (Rafinesque, 1810)